# Perioculodes cerasinus
Perioculodes cerasinus är en kräftdjursart som beskrevs av Thomas och J. L. Barnard 1985. Perioculodes cerasinus ingår i släktet Perioculodes och familjen Oedicerotidae. Inga underarter finns listade i Catalogue of Life.